# Khafāja ibn Sufyān ibn Sawāda
Khafāja ibn Sufyān ibn Sawāda (in arabo  ﺧﻔﺎﺟـة ﺑﻦ ﺳﻔﻴﺎﻥ ﺑﻦ ﺳﻭﺍﺩة‎?; ... – fiume Dittaino, 15 giugno 869) è stato un governatore (wali) di Sicilia per conto della dinastia aghlabide.
Khafâgia fu scelto dall'emiro dell'Ifriqiya e condusse una politica aggressiva e di conquista della Sicilia sud-orientale. Nei suoi sette anni di governo, l'esercito musulmano si lanciò in varie spedizioni nella Sicilia sud-orientale, razziando il territorio di Siracusa e riconquistando alcune città siciliane come Noto e Ragusa, forse a seguito di una loro ribellione (ma lo storico Ibn al-Athir dichiara di aver riscontrato contraddizioni tra le fonti da lui usate).
Khafâgia fu assassinato da un traditore dell'esercito sulla riva del fiume Dittaino nell'869; il figlio, Muhammad ibn Khafâgia, subentrò alla carica di governatore.

## Governo e guerre di conquista
Dopo l'estromissione di Abdallah al-Fadl nell'862, l'emiro di Kairouan scelse Khafâgia ibn-Sofiân come nuovo governatore della Sicilia. Khafâgia, proveniente dall'Ifriqiya, riprese la politica aggressiva di al-Abbas e lanciò varie spedizioni nella Sicilia sud-orientale.
Inviò suo figlio Muhammad a razziare i dintorni di Siracusa, che ne uscì tuttavia sconfitto dai bizantini e costretto a ritirarsi a Palermo. Nel febbraio/marzo 864 con l'aiuto di un rinnegato bizantino, dopo alcune sanguinose sconfitte, l'esercito musulmano riuscì a espugnare la città di Noto, destinata a diventare più tardi l'ultimo baluardo del dominio arabo nell'isola; dopo un lungo assedio cadde anche la città di Scicli. Nel 865, Khafāja condusse di persona una spedizione contro i sobborghi di Castrogiovanni (Enna), il che potrebbe implicare che i Bizantini l'avessero riconquistata, oppure che essi possedessero ancora fortezze nelle vicinanze. Arrivò a Siracusa dove una flotta lo raggiunse, ma in seguito alla cattura di quattro navi, rinunciò di prendere la città e tornò indietro; il figlio Muḥammad fu nuovamente sconfitto in un'imboscata, perdendo 1 000 uomini.
Nell'866 Khafâgia marciò ancora una volta contro Siracusa e nella zona etnea, lungo la costa verso nord. Lì incontrò una delegazione di cittadini di Taormina, che conclusero con lui un trattato, ma presto lo violarono.  Khafâgia occupò una città da identificarsi probabilmente con Troina e sottomise nuovamente Noto e Ragusa, probabilmente riconquistate dai bizantini, o che semplicemente avevano fallito nel rinnovare i loro pagamenti del tributo dopo le capitolazioni precedenti. Khafâgia procedendo verso la costa meridionale nei pressi di Girgenti, conquistò anche la fortezza chiamata "Ghirân", probabilmente Grotte, e varie altre città, prima che una malattia lo costringesse a tornare a Palermo. Nell'estate dell'867, passata la malattia, Khafâgia condusse nuovamente il suo esercito verso Siracusa e Catania, saccheggiando i loro sobborghi.
Il nuovo imperatore bizantino Basilio I il Macedone, salito al trono nel settembre dell'867, rivolse le sue attenzioni verso Occidente e inviò nel 868-869 una forza in Sicilia per assistere il piccolo numero di truppe imperiali rimaste nell'isola. I Bizantini furono pesantemente sconfitti in battaglia da Khafāja, in seguito alla quale i musulmani saccheggiarono impunemente i sobborghi di Siracusa. Dopo il ritorno di Khafāja a Palermo, suo figlio Muḥammad sferrò un'incursione contro le coste dell'Italia, assediando Gaeta.
Al suo ritorno in Sicilia, nel febbraio 869, Muḥammad tentò senza successo di conquistare la città di Taormina. Un mese dopo, Khafāja sferrò un attacco nella regione dell'Etna, probabilmente contro la città di Tiracia (l'attuale Randazzo), mentre Muḥammad compì un'incursione intorno a Siracusa. I Bizantini, tuttavia, tesero un'imboscata dalla città e inflissero una pesante sconfitta all'esercito di Muḥammad. La sconfitta musulmana provocò la reazione di Khafāja che decise vendicativamente di assediare Siracusa. Si narra che assediò la città per alcune settimane, prima di decidere di ritornare a Palermo a giugno.

## Morte
Durante la marcia sulla via del ritorno, Khafāja fu assassinato sulla riva del Dittaino per mano di soldato berbero hawwara del jund (esercito), che poi fuggì a Siracusa. Fu una pesante perdita per i musulmani siciliani. I motivi per il suo assassinio rimangono non chiari: Metcalfe suggerisce una disputa sulla divisione delle spoglie tra le varie sezioni dell'esercito islamico, mentre Alexander Vasiliev suggerisce la possibilità che il soldato berbero sarebbe stato pagato dai Bizantini. Khafāja fu onorevolmente seppellito a Palermo. Il figlio Muhammad fu acclamato come successore.